# Hurra, die Schule brennt!
Hurra, die Schule brennt! – zachodnioniemiecki film komediowy z 1969 roku. Jest to czwarty film z serii Die Lümmel von der ersten Bank.

## Opis fabuły
Peter Bach jest nauczycielem w wiejskiej szkole. Po pożarze szkoły przeprowadza się ze swoim bratankiem (lub siostrzeńcem) Janem do Baden-Baden, gdzie zaczyna nauczać w tamtejszym gimnazjum. Niestety, grono nauczycielskie nie jest zachwycone metodami nauczania nowego nauczyciela.

## Piosenki w filmie
- Hurra, die Schule brennt (Peter Alexander i chór)
- Wir zwei, verstehn uns gut (Peter Alexander i Heintje)
- Geh Deinen Weg (Heintje)
- Wie Böhmen noch bei Östreich war (Peter Alexander)
- Klein sein, das ist schön (Heintje)
- Wilhelm Tell-Song (Peter Alexander i chór)
- Immer wieder (Peter Alexander i Heintje)
- Liebesträume (Peter Alexander)
- Lasst den Tell doch frei (Peter Alexander i chór)
- Bonanza (Peter Alexander)

## Obsada[1]
- Peter Alexander – dr. Peter Bach
- Heintje Simons – Jan
- Gerlinde Locker – Julia Schumann
- Theo Lingen – dyrektor dr. Taft
- Werner Finck – von Schnorr
- Rudolf Schündler – dr. Knörz
- Ruth Stephan – dr. Pollhagen
- Alexander Golling – Blaumeier
- Hans Kraus – Pepe Nietnagel
- Wolfgang Gruner – Kurt Nietnagel
- Carola Höhn – pani Nietnagel
- Harald Juhnke – referent
- Hans Terofal – woźny Bloch
- Kristina Nel – uczennica
- Jutta Speidel – uczennica
- Daniela Delis – uczennica
- Pierre Franckh – uczeń
- Darko Popovtschak: – uczeń
- Simone Brahmann
- Lilo Schick
- Josef Coesfeld – człowiek w winiarni (nie wymieniony w napisach końcowych)
- Claudia Höll – uczennica (nie wymieniona w napisach końcowych)
- Karl-Heinz Peters – burmistrz (nie wymieniony w napisach końcowych)
- Hasso Preiß – mężczyzna w kawiarni (nie wymieniony w napisach końcowych)
- Willy Schultes (nie wymieniony w napisach końcowych)